# Waikanae
Waikanae (Modèle:IPAc-en, Modèle:IPA-mi)  est une ville située sur le District de Kapiti Coast dans la région de Wellington dans le sud de l’Île du Nord de la Nouvelle-Zélande.

## Toponymie
Le nom est un mot maori signifiant l’ « eau » (wai) « du mulet gris ».

## Situation
La ville se situe à environ 60 km au nord de la cité de Wellington, capitale de la Nouvelle-Zélande, entre la ville de Paraparaumu à huit kilomètres au sud-ouest, et celle d’Otaki, à quinze kilomètres au nord-est.
À noter qu’un autre village appelé Waikanae Beach, existe près de la cité de Gisborne sur la côte est de l’île du Nord de la Nouvelle-Zélande.

## Géographie
Waikanae se trouve dans un pays de terres agricoles ouvertes et de forêts entre la mer de Tasman et la chaîne de Tararua. 
Avec la localité voisine de Waikanae Beach, la ville est un lieu tranquille apprécié des familles et des retraités. 
Juste au nord de Waikanae, se trouve la petite communauté de Peka Peka.
La zone entourant la ville est remarquable pour sa plage de cinq kilomètres de long et sa large embouchure de fleuve en face de l'île de Kapiti, qui se trouve à quatre kilomètres au large dans la mer de Tasman. La réserve naturelle de l’île de Kapiti comprend la réserve de Waikanae Estuary Scientific Reserve. L'itinéraire de randonnée Te Araroa passe par Waikanae.
Les eaux entre Waikanae Beach et l’île de Kapiti constituent la réserve marine de Kapiti (en) qui accueille parfois des baleines et des dauphins d'Hector rassemblés sur leur route de migration à travers l’étroit couloir. À l'intérieur des terres, derrière Waikanae, se trouvent la réserve Hemi Matenga recouverte de bush, la chaîne de Tararua et la vallée de Akatarawa (en) qui abrite un parc de conservation de la vie sauvage réputée et classée comme Wildlife Reserve.
Une route passant par le col de Akatarawa Saddle permet de rejoindre la vallée de Hutt via les villes de Reikorangi et Cloustonville. Le cours supérieur de la rivière Waikanae se situe là où un certain nombre de ruisseaux convergent dans le bassin intérieur de Reikorangi. De là, la rivière traverse une brèche dans les contreforts, puis la plaine côtière et les dunes de sable jusqu'à la mer.

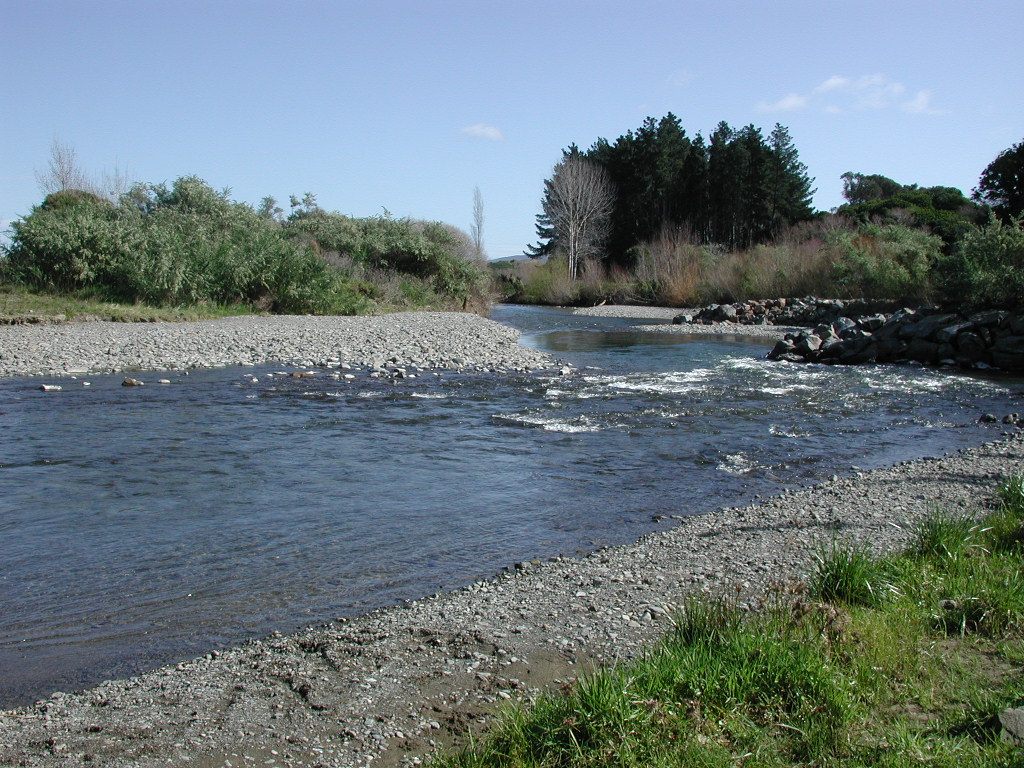
Rivière Waikanae

Avant l'arrivée de l'homme, la plaine côtière de Waikanae était constituée de zones humides entrecoupées par un réseau complexe de cours d’eau naturels et de régions boisées de kohekohe. 
Les marais conservent un caractère particulier dans la région mais leurs tailles diminuent avec le développement de nombreux jardins privés, qui ont conduit la plaine de Waikanae à avoir l’un des taux de consommation d’eau par habitant les plus élevés de la Nouvelle-Zélande. La communauté tire son eau de la seule source de la rivière  Waikanae et des pénuries saisonnières pendant les mois les plus chauds de l’année constituent un problème d’importance croissante dans la région.

## Vie des oiseaux
Waikanae Beach est peuplée de sternes, de mouettes et goélands , d'huîtriers et d'échasses. 
Les marais de l’intérieur des terres servent de refuge pour les pukeko, 
râles et grèbes de Nouvelle-Zélande. 
Les hérons à front blanc, tui et les cormorans se répartissent dans la plaine côtière.
L'abondance d’oiseaux et de fruits de mer a encouragé les premiers Maoris à s'installer dans la région.
Des espèces introduites telles que les canards et les cygnes noirs ont également prospéré au cours du siècle dernier.

## La réserve de Hemi Matenga Memorial Scenic Reserve
Waikanae est adossée à la réserve « Hemi Matenga » de 330 hectares, fortement boisée, qui couvre une chaîne de montagnes et surplombant la ville elle-même. 
Culminant à 514 mètres au-dessus du niveau de la mer, la forêt comprend l'une des plus vastes zones de kohekohe de Nouvelle-Zélande. 
La réserve a été nommée d’après son ancien propriétaire, Hemi Matenga Waipunahau de l’iwi des Ngati Toa, après sa mort en 1912. 
Elle est traversée par plusieurs chemins de randonnée et forme une extension de la chaîne de Tararua.

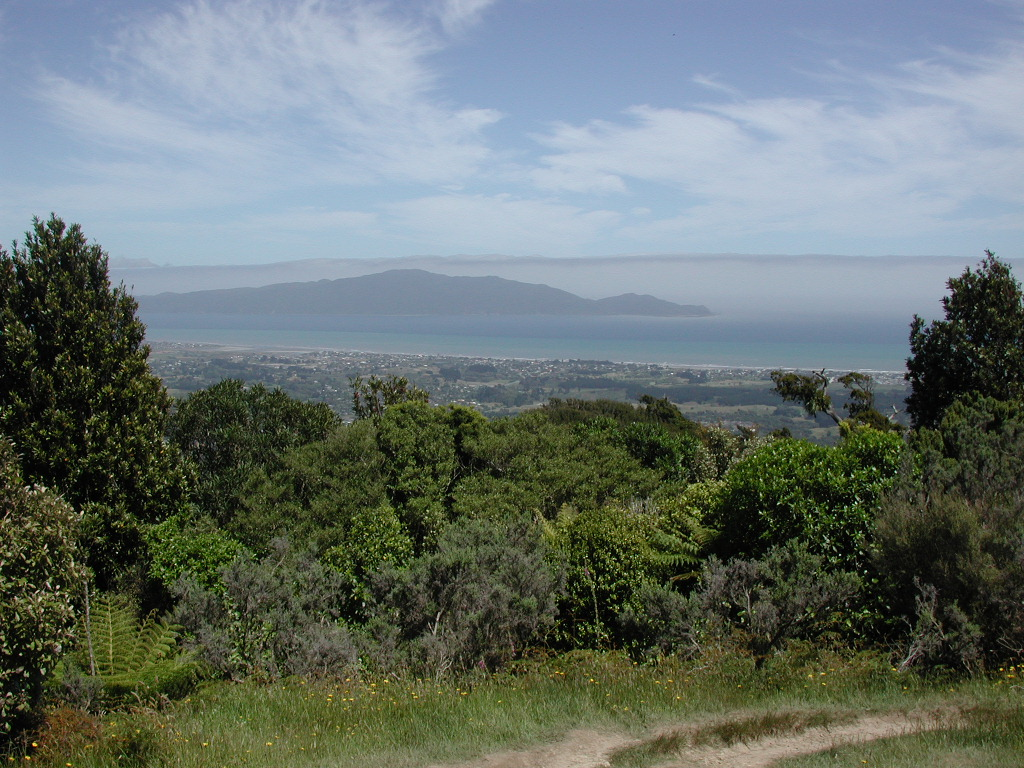
Waikanae vu de la réserve ‘Hemi Matenga’

## Histoire et culture
Les recherches archéologiques et ethnographiques suggèrent que Waikanae pourrait avoir été habitée pour la première fois par les Waitaha, des chasseurs de moas, il y a mille ans.
Des vagues successives de colonisation par les groupes tribaux Ngati Apa (en), Rangitāne (en) et Muaupoko (en) ont fait en sorte que la région continue d'avoir une importance historique et mythologique majeure pour le peuple maori de Nouvelle-Zélande. 
En 1824, Waikanae Beach fut le point d’embarquement d’une force de 2 000 à 3 000 guerriers des tribus côtières qui s’étaient rassemblées, conduites par le chef Te Rauparaha, avec l’intention de prendre l’île de Kapiti à l’iwi des Ngati Toa.
Traversant le détroit avec une flotte de waka à l'abri de l'obscurité, les attaquants furent interceptés et décimés alors qu'ils débarquaient à l’extrémité nord de l’île de Kapiti .

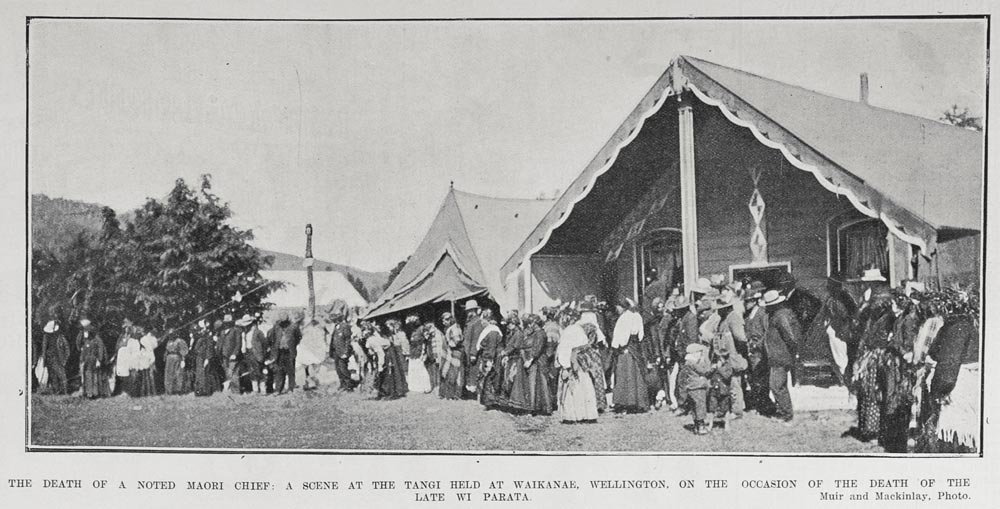
Le tangi pour le Ministre de la Couronne : fut reçu au niveau du Marae de Waikanae en 1906

## Marae de Waikanae
Le Marae Whakarongotai est situé à Waikanae. 
C’est un marae (lieu de rencontre social et culturel) pour Te Atiawa ki Whakarongotai (en) et comprend le Whakarongotai ou Puku Mahi Tamariki wharenui (maison de rencontre) ,.

## Démographie
Le recensement de la population de la Nouvelle-Zélande de 2018 donnait une population de 12 711 habitants pour la localité de Waikanae.
L'abondance relative de terres inoccupées et des améliorations récentes ou à venir des liaisons de transports devraient entraîner une augmentation de la population de 15 000 personnes vers 2032. 
Les tableaux rapportés en 2017 indiquaient que plus de 50 % de la population de Waikanae avait plus de 65 ans, beaucoup d’entre eux vivant dans des villages de retraites (des séries de maisons groupées autour de jardins).

## Installations
Le centre du village de Waikanae comprend deux supermarchés, la Mahara Art Gallery, trois succursales bancaires, un centre de santé, deux pharmacies, un magasin d’artisanat, un bureau de poste, une salle du souvenir de la guerre, un hall communautaire, le musée de la côte nommé « Kapiti Coast Museum », une église, une bibliothèque publique, un cinéma et un certain nombre d’autres magasins, restaurants, et bureaux.
À proximité se trouvent la Ngā Manu Nature Reserve (en), deux écoles primaires, un parcours de golf, un club de bowling, le Waikanae Park (en) avec des terrains de rugby et de cricket et plusieurs maisons de retraite.

## Habitat
Waikanae est la plus grande des quatorze banlieues résidentielles qui se trouvent dans l’Autorité Territoriale de la côte de Kapiti, en termes de nombre total de propriétés résidentielles. 
La plupart des maisons de Waikanae ont été construites durant les années 1970.

## Climat
La chaîne de Monts Tararua protège la région de Waikanae des vents du sud et de l’est, tout comme l’île de Kapiti la protège des entrées maritimes de l’ouest. 
La zone échappe ainsi aux vents violents et aux tempêtes qui sévissent dans la région voisine du détroit de Cook.
La faible profondeur de l’eau au niveau de Waikanae Beach procure des températures plus élevées de l'eau que les côtes plus abruptes du port de Welllington (en) vers le sud.
Le vent dominant souffle du nord-ouest ce qui pousse les nuages de pluie à l'intérieur des terres vers les chaînes de montagne, ce qui donne de fortes précipitations durant l’hiver et le printemps.

## Transports

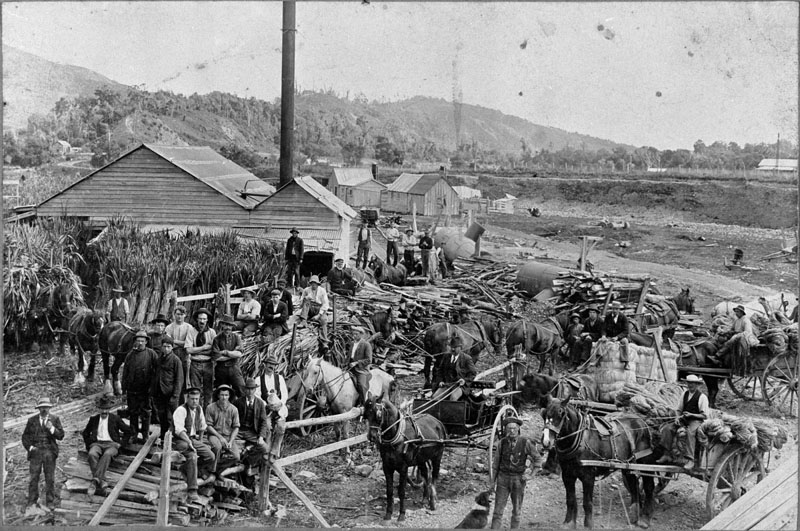
Moulin à flaxs de Stansells vers 1900 dans Waikanae. Le moulin est en rapport avec la force de traction des chevaux pour apporter le flax, et le chemin de fer pour l’emporter vers les marchés.

La ville est située sur la State Highway 1/S H 1 et sur la voie ferrée de la North Island Main Trunk (en). 
En février 2017, un contournement par la voie express de Kapiti (en) fut ouvert pour permettre à la route State Highway 1 d'éviter le centre ville. 
La ville est l'actuel terminus nord de la ligne de Kapiti (en) pour les trains de banlieue dans le cadre des transports publics dans la région de Wellington nommé Metlink. 
Ce service fonctionne depuis février 2011 dans la gare récemment reconstruite de Waikanae (en). 
Les nouvelles motrices électriques de type Matangi electric multiple units (en) sont entrées en service à la même époque en 2011. 
Avant cela, le seul train de banlieue direct vers Wellington étaient le train appelé Capital Connection (en) venant de Palmerston North, quittant toujours la ville pour Wellington dans la matinée et revenant dans la soirée en passant par Waikanae sur son trajet vers Palmerston North.
Des services de bus locaux relient Waikanae Village avec Waikanae Beach et la ville d’Otaki.

## Média locaux
Une station de radio (Beach FM 106.3) émet à partir du village de Waikanae, couvrant les districts de Kapiti et d’Horowhenua. 
Deux journaux locaux couvrent également la région de Kapiti.

## Personnalités
- Erunui Matioro Te Tupe-o-Tu : retiré à Waikanae après une vie haute en couleur de chef tribal, de guerrier, de chasseur de baleines et de phoques et d'esclavagiste durant la période initiale de la colonisation entre les années 1820 et 1850[15].